# ۷۱۰ (قمری)
۷۱۰ (قمری)، هفتصد و دهمین سال در گاهشماری هجری قمری است. اول محرم این سال برابر با هشتم ژوئن سال ۱۳۱۰ میلادی است.

## وابسته
- مرینیان
- جامع‌التواریخ